# Götterflies
Götterflies (ook wel Götterfliez) was tussen 1979 en 1983 een Nederlandse (post-)punkband uit Amsterdam.

## Geschiedenis
De band werd eind 1979 opgericht door de 17-jarige Michiel van Dam. In 1981 maakte de band, samen met Nitwitz, het minialbum Wielingen Walgt. De bands deelden een oefenruimte in het gekraakte, voormalige weeshuis de Wielingen en de plaat was bedoeld als protest tegen de dreigende ontruiming. Götterflies-bassist Van Dam kende striptekenaar Peter Pontiac van een interview voor de schoolkrant en vroeg hem de hoes te ontwerpen.

Het geluid van de Götterflies werd gekenmerkt door grommende baspartijen, een heldere slaggitaar, de bijtende zang van Astrid van den Brink en de bizarre klanken die zij uit haar syndrum (destijds een noviteit) toverde. Na haar vertrek ging de band verder met zanger Fred Pelt en saxofonist Bastiaan van Waard, en ontwikkelde zich verder richting experimentele postpunk.

## Bezetting
- Michiel 'Meißel' van Dam - basgitaar
- Astrid van den Brink - zang, syndrum
- Eimerd 'Tarzan' van de Koppel - drums
- Fanta Voogd - gitaar, mondharmonica
- Fred Pelt - zang
- Bastiaan van Waard - saxofoon